# 高橋善道
高橋 善道（たかはし の よしみち、生没年不詳）は、平安時代中期の官人。官位は正六位上・志摩守。

## 経歴
一条朝の長徳4年（998年）志摩守に任ぜられる。志摩守在任中の長保2年（1000年）に、善道は供御所を除いて院宮家の荘園を禁止すべき宣旨があるとして、勧学院領荘園を整理しようとする。蔵人頭・藤原行成からこのことを聞いた左大臣・藤原道長は、以下理由にて善道の行為を不当として免判（国司が荘園の租税不課を認める文書を発行すること）を進めるように指示した。
- この荘園は格前のもの（延喜の荘園整理令より前に成立した荘園）である。
- 勧学院のことに関しては、たとえ道理にかなわなくても、便宜をはかるべきである。

志摩守の官職は善道が補されて以来、代々高橋氏が補職されている 。

## 官歴
- 長徳4年（998年） 日付不詳：志摩守、見正六位上[3]